# Jekaterina Jewsejewa
Jekaterina Jewsejewa (russisch Екатерина Евсеева, engl. Transkription Yekaterina Yevseyeva; * 22. Juni 1988 in Alma-Ata, damals Kasachische SSR der Sowjetunion) ist eine kasachische Hochspringerin.
Sie gewann Bronzemedaillen bei den Jugend-Weltmeisterschaften 2005 und bei den Leichtathletik-Juniorenweltmeisterschaften 2006. Bei den Olympischen Spielen 2008 in Peking schied sie in der Qualifikation aus. 2009 gewann sie Silber bei der Universiade, kam aber bei den Leichtathletik-Weltmeisterschaften in Berlin nicht über die Vorrunde hinaus.

## Persönliche Bestleistungen
- Hochsprung: 1,98 m, 22. Mai 2008, Taschkent (ehemaliger Asienrekord)
  - Halle: 1,95 m, 26. Januar 2008, Qaraghandy